# Американський олень
Американський олень (Odocoileus) — рід з ряду оленеподібних родини оленеві.

## Морфологічний опис
Довжина тіла 110–200 см; маса 22-205 кг. Забарвлення від сіро-жовтого до темно-рудою.
Види — білохвостий («віргінський», вагою до 205 кг) і чорнохвостий («довговухий», «ослячий»; вагою до 150 кг) олені.

## Середовище існування
2 види, мешкають в Північній Америці. Мешкають головним чином в лісах, на рівнинах і в горах.
Ці види мешкають на території від Канади до північної частини Південної Америки.

## Спосіб життя та охорона
Народжують від одного до чотирьох дитинчат. Три підвиди занесені до Червоної книги МСОП.
Незважаючи на те, що полювання на них дозволене і щорічно винищуються сотні тисяч оленів, вони швидко відновлюють свою чисельність. Кожен рік самки приносять до 4 дитинчат — це рідкісна плодючість серед Оленевих.